# David Crane (programmeur)

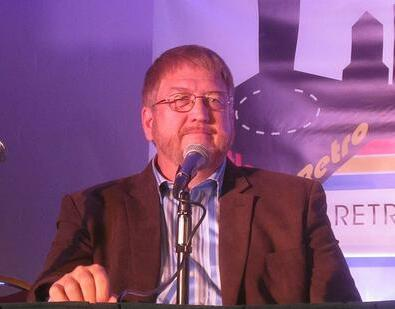
David Crane (2011)

David Crane (Nappanee, 1955) is een Amerikaans programmeur en ontwerper van computerspellen. 

## Loopbaan
Crane begon zijn carrière bij Atari, daar maakte hij spellen voor de Atari 2600. Na de ontmoeting met collega Alan Miller in een tennisspel, besprak Miller met hem dat hij een bedrijf had gevonden die ontwerpers meer erkenning gaf en hij van plan was te vertrekken bij Atari. Na deze bijeenkomst, verliet hij samen met Miller, Jim Levy, Bob Whitehead en Larry Kaplan Atari en richtte Activision op. Zijn spellen hebben vele prijzen gewonnen tijdens zijn periode  bij Activision. Bij datzelfde bedrijf stond hij vooral bekend als ontwerper van Pitfall!, Een spel dat 64 weken in de top-charts stond. 
Volgens Crane baseerde Atari het ontwerpen van arcadegames op slappe verminkte aanpassingen en dat dit zou resulteren in een overvloed van goedkope, onaantrekkelijke games. Ook zei hij dat als ze meer gelet hadden op de goede en mindere kanten van de Atari 2600, er veel meer positieve resultaten hadden kunnen vallen. In 1986 verliet Crane Activision en richtte hij samen met Garry Kitchen Absolute Entertainment op. Hoewel Crane werkte voor Absolute, deed hij al zijn programmeerwerk thuis in Californië. Bij Absolute Entertainment, werd hij bekend met het uitbrengen van de games A boy and his Blob en Amazing Tennis. In 1995 viel Absolute Entertainment uit elkaar, en verdween het uit de media. 
Hetzelfde jaar nog werd hij medeoprichter van Skyworks Technologies en functioneert daar momenteel als Chief Technical Officer.

## Titels
| Jaar | Titel                           | Bedrijf                |
| ---- | ------------------------------- | ---------------------- |
| 1978 | Outlaw                          | Atari                  |
| 1979 | Canyon Bomber                   | Atari                  |
| 1981 | Freeway                         | Activision             |
| 1982 | Pitfall                         | Activision             |
| 1984 | Pitfall II: Lost Caverns        | Activision             |
| 1984 | Ghostbusters                    | Activision             |
| 1985 | Little Computer People          | Activision             |
| 1989 | A Boy And His Blob              | Absolute Entertainment |
| 1990 | The Rescue Of Princess Blobette | Absolute Entertainment |
| 1994 | Night Trap                      | Digital Pictures       |